# Film2home
Film2home var en svensk filmtjänst som sålde och hyrde ut film på internet och i butik. Film2home lanserades 2001 och var tillgängligt i Sverige, Norge, Danmark och Finland. Film2home AB ägdes fram till juli 2015 av Bonver Videodata AB och Hemmakväll AB. I februari 2015 fick onlinefilmtjänten namnet Plejmo och i september 2015 övertog Magine ägandet.  I juli 2019 avvecklade Magine filmtjänsten Plejmo. Film2home var först i Norden med att erbjuda laglig nedladdning av film och hade en tid omkring 800 fysiska ombud i Sverige med DVD- och bluray-filmer.
Filmerna på webbplatsen gick att streama via dator, mobiltelefon, Smart-TV och IPTV. Från och med mars 2014 använde Film2home, och därefter Plejmo, en dynamisk prismodell på webbplatsen, där hyrpriset på filmerna varierade påtagligt och reglerades främst efter popularitet.

## Historik
Film2home AB ägdes fram till juli 2015 av Bonver Videodata AB och Hemmakväll AB. Hemmakväll förvärvade en större post och affären offentliggjordes 5 september 2013.
I januari 2015 annonserades att Film2home skulle köpa konkurrenten Headweb, vilket också skedde.
Den 3 februari 2015 släppte Film2home en betaversion av en ny filmtjänst, Plejmo. Plejmo hade enbart försäljning och uthyrning av digital film via internet och använde sig av samma prismodell som Film2home för hyrfilmerna, men hade ett större utbud av filmer samt enstaka gratisfilmer som finansierades via sponsorer. Film2home fanns kvar under en övergångsperiod och Film2homes kunder kunde använda sina inloggningsuppgifter till Plejmo. Vid uppstarten hade Plejmo omkring 700 000 kunder och räknade med att på sikt kunna ha 20 000 filmer tillgängliga för allmänheten.
Film2home AB, organisationsnummer 556759-0269, försattes i konkurs vid Stockholms tingsrätt den 27 juli 2015 där advokat Mats Emthén fick uppdraget som konkursförvaltare. Konkursförvaltaren valde att driva verksamheten vidare i syfte att hitta en köpare att överlåta hela rörelsen till. I september 2015 tillkännagavs att bolaget Magine skulle köpa Film2home, med avsikt att förvalta bolagets verksamhet vidare.
Från 2011 till 2019 hade Magine förlorat omkring 1,5 miljarder i riskkapital. I början av juni 2019 meddelades att filmtjänsten Plejmo skulle läggas ned. Den officiella orsaken var för hård konkurrens från större filmtjänster. Den 1 juli 2019 var sista dagen som filmtjänsten kunde användas och den 31 juli 2019 var sista dagen användare kunde logga in på webbplatsen. Kunder hos Plejmo erbjöds att få sitt konto flyttat till den nordiska versionen av streamingtjänsten Blockbuster, vilken senare förvärvades av SF Anytime.
Plejmo hade stöd för dator (fem olika webbläsare), smartphone, surfplatta, Apple TV, Smart-TV, Chromecast och Android TV.